# Interlands Venezolaans voetbalelftal 1990-1999
Deze pagina toont een chronologisch en gedetailleerd overzicht van de interlands die het Venezolaans voetbalelftal speelde in de periode 1990 – 1999.

## Interlands

### 1990
- Geen interlands gespeeld

### 1991
| Copa América 1991 |
| ----------------- |

|                                                     |                                  |       |           |                                                                                           |
| 6 juli Copa América Groep A № 97 «onderlinge duels» | Chili                            | 2 – 0 | Venezuela | Estadio Nacional, Santiago Toeschouwers: 45.000 Scheidsrechter: Armando Pérez Hoyos (COL) |
| 6 juli Copa América Groep A № 97 «onderlinge duels» | Hugo Rubio 22' Iván Zamorano 34' |       |           | Estadio Nacional, Santiago Toeschouwers: 45.000 Scheidsrechter: Armando Pérez Hoyos (COL) |

|                                                     |                                                                         |       |           |                                                                                           |
| 8 juli Copa América Groep A № 98 «onderlinge duels» | Argentinië                                                              | 3 – 0 | Venezuela | Estadio Nacional, Santiago Toeschouwers: 5.000 Scheidsrechter: Milton Villavicencio (ECU) |
| 8 juli Copa América Groep A № 98 «onderlinge duels» | Gabriel Batistuta 29' Claudio Caniggia 43' Gabriel Batistuta 51' (pen.) |       |           | Estadio Nacional, Santiago Toeschouwers: 5.000 Scheidsrechter: Milton Villavicencio (ECU) |

|                                                      | |       |           |                                                                                          |
| 10 juli Copa América Groep A № 99 «onderlinge duels» | Paraguay | 3 – 0 | Venezuela | Estadio Nacional, Santiago Toeschouwers: 30.000 Scheidsrechter: José Torres Cadena (COL) |
| 10 juli Copa América Groep A № 99 «onderlinge duels» | Gustavo Neffa 34' Carlos Guirland 38' Luis Alberto Monzón 75' Vidal Sanabria 81' Luis Alberto Monzón 86' (pen.) |       |           | Estadio Nacional, Santiago Toeschouwers: 30.000 Scheidsrechter: José Torres Cadena (COL) |

|                                                       | |       |                           |                                                                                          |
| 12 juli Copa América Groep A № 100 «onderlinge duels» | Peru                                                                                                 | 5 – 1 | Venezuela                 | Estadio Nacional, Santiago Toeschouwers: 5.000 Scheidsrechter: Armando Pérez Hoyos (COL) |
| 12 juli Copa América Groep A № 100 «onderlinge duels» | Eugenio La Rosa 9' Robert Cavallo 21' (e.d.) Eugenio La Rosa 55' José del Solar 58' Jorge Hirano 62' |       | 14' (e.d.) José del Solar | Estadio Nacional, Santiago Toeschouwers: 5.000 Scheidsrechter: Armando Pérez Hoyos (COL) |

### 1992
- Geen interlands gespeeld

### 1993
|                                                       |           |       |      | |
| 23 januari Vriendschappelijk № 101 «onderlinge duels» | Venezuela | 0 – 0 | Peru | Estadio Polideportivo Cachamay, Puerto Ordaz Toeschouwers: 5.000 Scheidsrechter: Juan José Torres (VEN) |
| 23 januari Vriendschappelijk № 101 «onderlinge duels» |           |       |      | Estadio Polideportivo Cachamay, Puerto Ordaz Toeschouwers: 5.000 Scheidsrechter: Juan José Torres (VEN) |

|                                                        |           |       |          |                                                                                             |
| 24 februari Vriendschappelijk № 102 «onderlinge duels» | Venezuela | 0 – 0 | Colombia | Estadio Pueblo Nuevo, San Cristobál Toeschouwers: 10.000 Scheidsrechter: Elías Jácome (ECU) |
| 24 februari Vriendschappelijk № 102 «onderlinge duels» |           |       |          | Estadio Pueblo Nuevo, San Cristobál Toeschouwers: 10.000 Scheidsrechter: Elías Jácome (ECU) |

|                                                   |                  |       |                  |                                                                                          |
| 21 mei Vriendschappelijk № 103 «onderlinge duels» | Colombia         | 1 – 1 | Venezuela        | Estadio El Campín, Bogota Toeschouwers: 38.000 Scheidsrechter: Armando Pérez Hoyos (COL) |
| 21 mei Vriendschappelijk № 103 «onderlinge duels» | Alexis García 9' |       | 43' Stalin Rivas | Estadio El Campín, Bogota Toeschouwers: 38.000 Scheidsrechter: Armando Pérez Hoyos (COL) |

|                                                    |                                                           |       |                      | |
| 11 juni Vriendschappelijk № 104 «onderlinge duels» | Peru                                                      | 3 – 1 | Venezuela            | Estadio Monumental Virgen de Chapi, Arequipa Toeschouwers: 7.000 Scheidsrechter: Antonio Arnao (PER) |
| 11 juni Vriendschappelijk № 104 «onderlinge duels» | Roberto Martínez 7' Flavio Maestri 42' Flavio Maestri 63' |       | 74' Oswaldo Palencia | Estadio Monumental Virgen de Chapi, Arequipa Toeschouwers: 7.000 Scheidsrechter: Antonio Arnao (PER) |

| Copa América 1993 |
| ----------------- |

|                                                       | |       |                        |                                                                                                 |
| 15 juni Copa América Groep A № 105 «onderlinge duels» | Ecuador | 6 – 1 | Venezuela              | Estadio Olímpico Atahualpa, Quito Toeschouwers: 45.000 Scheidsrechter: Francisco Lamolina (ARG) |
| 15 juni Copa América Groep A № 105 «onderlinge duels» | Carlos Muñoz 21' Raúl Noriega 33' Ángel Fernández 58' Eduardo Hurtado 65' Ángel Fernández 81' Álex Aguinaga 77' |       | 80' José Luis Dolgetta | Estadio Olímpico Atahualpa, Quito Toeschouwers: 45.000 Scheidsrechter: Francisco Lamolina (ARG) |

|                                                       |                                             |       |                                         |                                                                                  |
| 19 juni Copa América Groep A № 106 «onderlinge duels» | Uruguay                                     | 2 – 2 | Venezuela                               | Estadio Bellavista, Ambato Toeschouwers: 22.000 Scheidsrechter: Pablo Peña (BOL) |
| 19 juni Copa América Groep A № 106 «onderlinge duels» | Marcelo Saralegui 23' Fernando Kanapkis 80' |       | 10' José Luis Dolgetta 73' Stalin Rivas | Estadio Bellavista, Ambato Toeschouwers: 22.000 Scheidsrechter: Pablo Peña (BOL) |

|                                                       |                                                       |       |                                                                    |                                                                                             |
| 22 juni Copa América Groep A № 107 «onderlinge duels» | Verenigde Staten                                      | 3 – 3 | Venezuela                                                          | Estadio Olímpico Atahualpa, Quito Toeschouwers: 45.000 Scheidsrechter: Alberto Tejada (PER) |
| 22 juni Copa América Groep A № 107 «onderlinge duels» | Chris Henderson 21' Alexi Lalas 37' David Kinnear 52' |       | 66' José Luis Dolgetta 78' José Luis Dolgetta 89' Miguel Echenausi | Estadio Olímpico Atahualpa, Quito Toeschouwers: 45.000 Scheidsrechter: Alberto Tejada (PER) |

|  |  |  |  |  |  |  |  |  |

|                                                  |                      |       | | |
| 18 juli WK-kwalificatie № 108 «onderlinge duels» | Venezuela            | 1 – 7 | Bolivia | Estadio Polideportivo Cachamay, Puerto Ordaz Toeschouwers: 12.000 Scheidsrechter: Berny Ulloa (CRC) |
| 18 juli WK-kwalificatie № 108 «onderlinge duels» | Oswaldo Palencia 14' |       | 25' Erwin Sánchez 37' Luis Ramallo 39' Luis Cristaldo 61' Luis Ramallo 64' Erwin Sánchez 68' Luis Ramallo 70' Erwin Sánchez | Estadio Polideportivo Cachamay, Puerto Ordaz Toeschouwers: 12.000 Scheidsrechter: Berny Ulloa (CRC) |

|                                                  |           |                        |         |                                                                                            |
| 25 juli WK-kwalificatie № 109 «onderlinge duels» | Venezuela | 0 – 1                  | Uruguay | Estadio Pueblo Nuevo, San Cristóbal Toeschouwers: 12.000 Scheidsrechter: José Torres (COL) |
| 25 juli WK-kwalificatie № 109 «onderlinge duels» |           | 59' José Oscar Herrera |         | Estadio Pueblo Nuevo, San Cristóbal Toeschouwers: 12.000 Scheidsrechter: José Torres (COL) |

|                                                     |                         |       |                                                              | |
| 1 augustus WK-kwalificatie № 110 «onderlinge duels» | Venezuela               | 1 – 5 | Brazilië                                                     | Estadio Pueblo Nuevo, San Cristóbal Toeschouwers: 15.000 Scheidsrechter: Armando Pérez Hoyos (COL) |
| 1 augustus WK-kwalificatie № 110 «onderlinge duels» | Juan Enrique García 84' |       | 34' (pen.) Raí 70' Bebeto 71' Branco 79' Bebeto 88' Palhinha | Estadio Pueblo Nuevo, San Cristóbal Toeschouwers: 15.000 Scheidsrechter: Armando Pérez Hoyos (COL) |

|                                                     |                                                                                               |       |           |                                                                                                 |
| 8 augustus WK-kwalificatie № 111 «onderlinge duels» | Ecuador                                                                                       | 5 – 0 | Venezuela | Estadio Olímpico Atahualpa, Quito Toeschouwers: 15.000 Scheidsrechter: Francisco Lamolina (ARG) |
| 8 augustus WK-kwalificatie № 111 «onderlinge duels» | Carlos Muñoz 23' Eduardo Hurtado 40' Eduardo Hurtado 50' Cléber Chalá 60' Eduardo Hurtado 76' |       |           | Estadio Olímpico Atahualpa, Quito Toeschouwers: 15.000 Scheidsrechter: Francisco Lamolina (ARG) |

|                                                      | |       |           |                                                                                         |
| 22 augustus WK-kwalificatie № 112 «onderlinge duels» | Bolivia | 7 – 0 | Venezuela | Estadio Hernando Siles, La Paz Toeschouwers: 40.000 Scheidsrechter: Sabino Farina (PAR) |
| 22 augustus WK-kwalificatie № 112 «onderlinge duels» | Luis Ramallo 8' Milton Melgar 58' Erwin Sánchez 69' Marco Sandy 75' Marco Etcheverry 78' Marco Etcheverry 82' Milton Melgar 90' |       |           | Estadio Hernando Siles, La Paz Toeschouwers: 40.000 Scheidsrechter: Sabino Farina (PAR) |

|                                                      |                                                                              |       |           |                                                                                                  |
| 29 augustus WK-kwalificatie № 113 «onderlinge duels» | Uruguay                                                                      | 4 – 0 | Venezuela | Estadio Centenario, Montevideo Toeschouwers: 20.000 Scheidsrechter: Juan Francisco Escobar (PAR) |
| 29 augustus WK-kwalificatie № 113 «onderlinge duels» | Fernando Kanapkis 7' Fernando Kanapkis 31' Gabriel Cedrés 41' Rubén Sosa 64' |       |           | Estadio Centenario, Montevideo Toeschouwers: 20.000 Scheidsrechter: Juan Francisco Escobar (PAR) |

|                                                      |                                                           |       |           |                                                                                        |
| 5 september WK-kwalificatie № 114 «onderlinge duels» | Brazilië                                                  | 4 – 0 | Venezuela | Mineirão, Belo Horizonte Toeschouwers: 64.000 Scheidsrechter: Francisco Lamolina (ARG) |
| 5 september WK-kwalificatie № 114 «onderlinge duels» | Ricardo Gomes 2' Palhinha 29' Evair 31' Ricardo Gomes 89' |       |           | Mineirão, Belo Horizonte Toeschouwers: 64.000 Scheidsrechter: Francisco Lamolina (ARG) |

|                                                       |                                         |       |                  | |
| 12 september WK-kwalificatie № 115 «onderlinge duels» | Venezuela                               | 2 – 1 | Ecuador          | Estadio Polideportivo Cachamay, Ciudad Guayana Toeschouwers: 3.000 Scheidsrechter: Fernando Chappell (PER) |
| 12 september WK-kwalificatie № 115 «onderlinge duels» | Juan Enrique García 1' Luis Morales 51' |       | 5' Byron Tenorio | Estadio Polideportivo Cachamay, Ciudad Guayana Toeschouwers: 3.000 Scheidsrechter: Fernando Chappell (PER) |

### 1994
|                                                       |                     |       |                                           |                                                                                          |
| 28 januari Vriendschappelijk № 116 «onderlinge duels» | Venezuela           | 1 – 2 | Colombia                                  | Estadio La Carolina, Barinas Toeschouwers: 12.000 Scheidsrechter: Nelson Rodríguez (VEN) |
| 28 januari Vriendschappelijk № 116 «onderlinge duels» | Edson Rodríguez 61' |       | 8' John Jairo Tréllez 64' Iván Valenciano | Estadio La Carolina, Barinas Toeschouwers: 12.000 Scheidsrechter: Nelson Rodríguez (VEN) |

### 1995
|                                                    |         |       |           |                                                                                           |
| 3 april Vriendschappelijk № 117 «onderlinge duels» | Bolivia | 0 – 0 | Venezuela | Estadio Ramón Tahuichi Aguilera, Santa Cruz Toeschouwers: 12.000 Scheidsrechter: onbekend |
| 3 april Vriendschappelijk № 117 «onderlinge duels» |         |       |           | Estadio Ramón Tahuichi Aguilera, Santa Cruz Toeschouwers: 12.000 Scheidsrechter: onbekend |

|                                                    |                         |       |                                                                   |                                                                                          |
| 18 juni Vriendschappelijk № 118 «onderlinge duels» | Venezuela               | 1 – 3 | Bolivia                                                           | Estadio José Alberto Pérez, Valera Toeschouwers: 14.000 Scheidsrechter: Raúl Pérez (VEN) |
| 18 juni Vriendschappelijk № 118 «onderlinge duels» | Juan Enrique García 38' |       | 26' Luis Cristaldo 75' Demetrio Angola 82' Julio César Baldivieso | Estadio José Alberto Pérez, Valera Toeschouwers: 14.000 Scheidsrechter: Raúl Pérez (VEN) |

| Copa América 1995 |
| ----------------- |

|                                                      |                                                                                    |       |                        |                                                                                               |
| 5 juli Copa América Groep A № 119 «onderlinge duels» | Uruguay                                                                            | 4 – 1 | Venezuela              | Estadio Centenario, Montevideo Toeschouwers: 32.000 Scheidsrechter: Salvador Imperatore (CHI) |
| 5 juli Copa América Groep A № 119 «onderlinge duels» | Daniel Fonseca 14' Marcelo Otero 25' Enzo Francescoli 76' (pen.) Gustavo Poyet 84' |       | 52' José Luis Dolgetta | Estadio Centenario, Montevideo Toeschouwers: 32.000 Scheidsrechter: Salvador Imperatore (CHI) |

|                                                      |                                                                    |       |                         |                                                                                            |
| 9 juli Copa América Groep A № 120 «onderlinge duels» | Mexico                                                             | 3 – 1 | Venezuela               | Estadio Domingo Burgueño, Maldonado Toeschouwers: 700 Scheidsrechter: Raul Dominguez (USA) |
| 9 juli Copa América Groep A № 120 «onderlinge duels» | Luis García 41' (pen.) Luis García 57' (pen.) Eduardo Espinoza 76' |       | 65' (e.d.) Jorge Campos | Estadio Domingo Burgueño, Maldonado Toeschouwers: 700 Scheidsrechter: Raul Dominguez (USA) |

|                                                       |                                                                |       |                                            |                                                                                          |
| 12 juli Copa América Groep A № 121 «onderlinge duels» | Paraguay                                                       | 3 – 2 | Venezuela                                  | Estadio Domingo Burgueño, Maldonado Toeschouwers: 2.000 Scheidsrechter: Óscar Ruiz (COL) |
| 12 juli Copa América Groep A № 121 «onderlinge duels» | José Cardozo 35' Juan Carlos Villamayor 64' Carlos Gamarra 83' |       | 13' Gabriel Miranda 68' José Luis Dolgetta | Estadio Domingo Burgueño, Maldonado Toeschouwers: 2.000 Scheidsrechter: Óscar Ruiz (COL) |

|  |  |  |  |  |  |  |  |  |

|                                                        | |       |           |                                                                                               |
| 21 december Vriendschappelijk № 122 «onderlinge duels» | Argentinië | 6 – 0 | Venezuela | Estadio Malvinas Argentinas, Mendoza Toeschouwers: 5.000 Scheidsrechter: Eduardo Gamboa (CHI) |
| 21 december Vriendschappelijk № 122 «onderlinge duels» | Juan Esnaider 2' Gustavo López 18' (pen.) Rodolfo Cardoso 24' Gustavo López 28' (pen.) Juan Esnaider 32' Carlos Netto 83' |       |           | Estadio Malvinas Argentinas, Mendoza Toeschouwers: 5.000 Scheidsrechter: Eduardo Gamboa (CHI) |

### 1996
|                                                      |                |       |           |                                                                             |
| 5 januari Vriendschappelijk № 123 «onderlinge duels» | Trinidad en T. | 0 – 0 | Venezuela | Palo Seco Velodrome, Palo Seco Toeschouwers: 1.200 Scheidsrechter: onbekend |
| 5 januari Vriendschappelijk № 123 «onderlinge duels» |                |       |           | Palo Seco Velodrome, Palo Seco Toeschouwers: 1.200 Scheidsrechter: onbekend |

|                                                      |                |       |           |                                                                               |
| 7 januari Vriendschappelijk № 124 «onderlinge duels» | Trinidad en T. | 0 – 0 | Venezuela | Queen's Park Oval, Port of Spain Toeschouwers: 1.500 Scheidsrechter: onbekend |
| 7 januari Vriendschappelijk № 124 «onderlinge duels» |                |       |           | Queen's Park Oval, Port of Spain Toeschouwers: 1.500 Scheidsrechter: onbekend |

|                                                       |           |                     |         |                                                                                            |
| 2 februari Vriendschappelijk № 125 «onderlinge duels» | Venezuela | 0 – 1               | Ecuador | Estadio Brígido Iriarte, Caracas Toeschouwers: 6.000 Scheidsrechter: Lenin Rodríguez (VEN) |
| 2 februari Vriendschappelijk № 125 «onderlinge duels» |           | 55' Ángel Fernández |         | Estadio Brígido Iriarte, Caracas Toeschouwers: 6.000 Scheidsrechter: Lenin Rodríguez (VEN) |

|                                                     |                                                              |       |           | |
| 27 maart Vriendschappelijk № 126 «onderlinge duels» | Guatemala                                                    | 3 – 0 | Venezuela | Estadio Mateo Flores, Guatemala-Stad Toeschouwers: 2.300 Scheidsrechter: Mario Efrain Escobar (GUA) |
| 27 maart Vriendschappelijk № 126 «onderlinge duels» | Juan Carlos Plata 11' Juan Carlos Plata 26' Rudy Ramírez 87' |       |           | Estadio Mateo Flores, Guatemala-Stad Toeschouwers: 2.300 Scheidsrechter: Mario Efrain Escobar (GUA) |

|                                                   |           |                                     |         |                                                                                           |
| 24 april WK-kwalificatie № 127 «onderlinge duels» | Venezuela | 0 – 2                               | Uruguay | Estadio Brígido Iriarte, Caracas Toeschouwers: 6.839 Scheidsrechter: Alberto Tejada (PER) |
| 24 april WK-kwalificatie № 127 «onderlinge duels» |           | 54' Marcelo Otero 71' Gustavo Poyet |         | Estadio Brígido Iriarte, Caracas Toeschouwers: 6.839 Scheidsrechter: Alberto Tejada (PER) |

|                                                 |                 |       |                   |                                                                                          |
| 2 juni WK-kwalificatie № 128 «onderlinge duels» | Venezuela       | 1 – 1 | Chili             | Estadio La Carolina, Barinas Toeschouwers: 8.074 Scheidsrechter: Epifanio González (PAR) |
| 2 juni WK-kwalificatie № 128 «onderlinge duels» | Diony Guerra 8' |       | 89' Javier Margas | Estadio La Carolina, Barinas Toeschouwers: 8.074 Scheidsrechter: Epifanio González (PAR) |

|                                                    |                     |       |           |                                                                                                  |
| 22 juni Vriendschappelijk № 129 «onderlinge duels» | Honduras            | 1 – 0 | Venezuela | Estadio Metropolitano, San Pedro Sula Toeschouwers: 5.796 Scheidsrechter: Argelio Sabillón (HON) |
| 22 juni Vriendschappelijk № 129 «onderlinge duels» | Javier Martínez 89' |       |           | Estadio Metropolitano, San Pedro Sula Toeschouwers: 5.796 Scheidsrechter: Argelio Sabillón (HON) |

|                                                           | |       |                                                       |                                                                                             |
| 7 juli WK-kwalificatie № 130 «onderlinge duels» 16:00 uur | Bolivia | 6 – 1 | Venezuela                                             | Estadio Hernándo Siles, La Paz Toeschouwers: 43.822 Scheidsrechter: José Luis da Rosa (URU) |
| 7 juli WK-kwalificatie № 130 «onderlinge duels» 16:00 uur | Marco Sandy 4' Marco Etcheverry 41' (pen.) Julio César Baldivieso 61' Milton Coimbra 67' Juan Berthy Suárez 78' Roly Paniagua 85' |       | 42' Julio César Baldivieso 65' (pen.) Edson Tortolero | Estadio Hernándo Siles, La Paz Toeschouwers: 43.822 Scheidsrechter: José Luis da Rosa (URU) |

|                                                    |        |                                              |           |                                                                                    |
| 21 juli Vriendschappelijk № 131 «onderlinge duels» | Panama | 0 – 2                                        | Venezuela | Estadio Rommel Fernández, Panama-Stad Toeschouwers: 8.000 Scheidsrechter: onbekend |
| 21 juli Vriendschappelijk № 131 «onderlinge duels» |        | 65' Gabriel Miranda 90' (pen.) Alexis García |           | Estadio Rommel Fernández, Panama-Stad Toeschouwers: 8.000 Scheidsrechter: onbekend |

|                                                      |                  |       |           |                                                                                            |
| 1 september WK-kwalificatie № 132 «onderlinge duels» | Ecuador          | 1 – 0 | Venezuela | Estadio Olímpico Atahualpa, Quito Toeschouwers: 36.889 Scheidsrechter: Carlos Robles (CHI) |
| 1 september WK-kwalificatie № 132 «onderlinge duels» | Álex Aguinaga 4' |       |           | Estadio Olímpico Atahualpa, Quito Toeschouwers: 36.889 Scheidsrechter: Carlos Robles (CHI) |

|                                                         |             |                      |           |                                                                              |
| 18 september Vriendschappelijk № 133 «onderlinge duels» | El Salvador | 0 – 1                | Venezuela | Estadio Cuscatlán, San Salvador Toeschouwers: 6.000 Scheidsrechter: onbekend |
| 18 september Vriendschappelijk № 133 «onderlinge duels» |             | 70' Rafael Castellín |           | Estadio Cuscatlán, San Salvador Toeschouwers: 6.000 Scheidsrechter: onbekend |

|                                                      |                                           |       |            |                                                                                        |
| 2 oktober Vriendschappelijk № 134 «onderlinge duels» | Venezuela                                 | 2 – 0 | Costa Rica | Estadio La Carolina, Barinas Toeschouwers: 4.000 Scheidsrechter: Lenín Rodríguez (VEN) |
| 2 oktober Vriendschappelijk № 134 «onderlinge duels» | Juan Enrique García 19' Ruberth Morán 59' |       |            | Estadio La Carolina, Barinas Toeschouwers: 4.000 Scheidsrechter: Lenín Rodríguez (VEN) |

|                                                              |                                         |       |                                                                                              | |
| 9 oktober WK-kwalificatie № 135 «onderlinge duels» 20:00 uur | Venezuela                               | 2 – 5 | Argentinië                                                                                   | Estadio Pueblo Nuevo, San Cristobál Toeschouwers: 30.000 Scheidsrechter: Eduardo Dluzniewski (URU) |
| 9 oktober WK-kwalificatie № 135 «onderlinge duels» 20:00 uur | Giovanni Savarese 7' Rafael Dudamel 87' |       | 35' Ariel Ortega 65' Juan Pablo Sorín 77' Diego Simeone 86' Hugo Morales 90+1' José Albornoz | Estadio Pueblo Nuevo, San Cristobál Toeschouwers: 30.000 Scheidsrechter: Eduardo Dluzniewski (URU) |

|                                                                |                                                                       |       |                 |                                                                               |
| 10 november WK-kwalificatie № 136 «onderlinge duels» 15:30 uur | Peru                                                                  | 4 – 1 | Venezuela       | Estadio Nacional, Lima Toeschouwers: 31.036 Scheidsrechter: René Ortubé (BOL) |
| 10 november WK-kwalificatie № 136 «onderlinge duels» 15:30 uur | Juan Reynoso 4' Julinho 21' Roberto Palacios 49' Roberto Palacios 83' |       | 78' Gerson Díaz | Estadio Nacional, Lima Toeschouwers: 31.036 Scheidsrechter: René Ortubé (BOL) |

|                                                                |           |                                       |          |                                                                                               |
| 15 december WK-kwalificatie № 137 «onderlinge duels» 16:00 uur | Venezuela | 0 – 2                                 | Colombia | Estadio Pueblo Nuevo, San Cristobál Toeschouwers: 25.000 Scheidsrechter: Eduardo Gamboa (CHI) |
| 15 december WK-kwalificatie № 137 «onderlinge duels» 16:00 uur |           | 7' Jorge Bermúdez 50' Iván Valenciano |          | Estadio Pueblo Nuevo, San Cristobál Toeschouwers: 25.000 Scheidsrechter: Eduardo Gamboa (CHI) |

### 1997
|                                                               |           |                                                |          |                                                                                             |
| 12 januari WK-kwalificatie № 138 «onderlinge duels» 11:30 uur | Venezuela | 0 – 2                                          | Paraguay | Estadio Guillermo Soto Rosa, Mérida Toeschouwers: 7.981 Scheidsrechter: Ángel Sánchez (ARG) |
| 12 januari WK-kwalificatie № 138 «onderlinge duels» 11:30 uur |           | 6' Miguel Ángel Benítez 62' Julio César Enciso |          | Estadio Guillermo Soto Rosa, Mérida Toeschouwers: 7.981 Scheidsrechter: Ángel Sánchez (ARG) |

|                                                        |         |       |           |                                                                          |
| 12 februari Vriendschappelijk № 139 «onderlinge duels» | Jamaica | 0 – 0 | Venezuela | Independence Park, Kingston Toeschouwers: 5.000 Scheidsrechter: onbekend |
| 12 februari Vriendschappelijk № 139 «onderlinge duels» |         |       |           | Independence Park, Kingston Toeschouwers: 5.000 Scheidsrechter: onbekend |

|                                                        |                                                                                          |       |                                      |                                                                                             |
| 19 februari Vriendschappelijk № 140 «onderlinge duels» | Costa Rica                                                                               | 5 – 2 | Venezuela                            | Estadio Rosabal Cordero, Heredia Toeschouwers: 5.109 Scheidsrechter: Víctor Rodríguez (CRC) |
| 19 februari Vriendschappelijk № 140 «onderlinge duels» | Allan Oviedo 12' Mauricio Solís 45' Gérald Drummond 50' Luis Arnáez 57' Allan Oviedo 90' |       | 29' Gerson Díaz 59' Oswaldo Palencia | Estadio Rosabal Cordero, Heredia Toeschouwers: 5.109 Scheidsrechter: Víctor Rodríguez (CRC) |

|                                                  |                                                               |       |                      |                                                                                       |
| 2 april WK-kwalificatie № 141 «onderlinge duels» | Uruguay                                                       | 3 – 1 | Venezuela            | Estadio Centenario, Montevideo Toeschouwers: 38.000 Scheidsrechter: René Ortubé (BOL) |
| 2 april WK-kwalificatie № 141 «onderlinge duels» | Gonzalo de los Santos 29' Paolo Montero 46' Marcelo Otero 79' |       | 75' Rafael Castellín | Estadio Centenario, Montevideo Toeschouwers: 38.000 Scheidsrechter: René Ortubé (BOL) |

|                                                   | |       |           |                                                                                         |
| 29 april WK-kwalificatie № 142 «onderlinge duels» | Chili | 6 – 0 | Venezuela | Estadio Monumental, Santiago Toeschouwers: 42.034 Scheidsrechter: Gilberto Alcalá (MEX) |
| 29 april WK-kwalificatie № 142 «onderlinge duels» | Iván Zamorano 19' Iván Zamorano 27' Iván Zamorano 32' Iván Zamorano 47' Pedro Reyes 66' Iván Zamorano 85' |       |           | Estadio Monumental, Santiago Toeschouwers: 42.034 Scheidsrechter: Gilberto Alcalá (MEX) |

|                                                           |                       |       |                     |                                                                                           |
| 8 juni WK-kwalificatie № 143 «onderlinge duels» 16:00 uur | Venezuela             | 1 – 1 | Bolivia             | Estadio Luis Loreto Lira, Valera Toeschouwers: 3.352 Scheidsrechter: Márcio Rezende (BRA) |
| 8 juni WK-kwalificatie № 143 «onderlinge duels» 16:00 uur | Giovanni Savarese 70' |       | 80' Ramiro Castillo | Estadio Luis Loreto Lira, Valera Toeschouwers: 3.352 Scheidsrechter: Márcio Rezende (BRA) |

| Copa América 1997 |
| ----------------- |

|                                               |                    |       |           |                                                                                        |
| 12 juni Copa América № 144 «onderlinge duels» | Bolivia            | 1 – 0 | Venezuela | Estadio Hernando Siles, La Paz Toeschouwers: 28.000 Scheidsrechter: Byron Moreno (ECU) |
| 12 juni Copa América № 144 «onderlinge duels» | Milton Coimbra 60' |       |           | Estadio Hernando Siles, La Paz Toeschouwers: 28.000 Scheidsrechter: Byron Moreno (ECU) |

|                                               |                                         |       |           |                                                                                         |
| 15 juni Copa América № 145 «onderlinge duels» | Uruguay                                 | 2 – 0 | Venezuela | Estadio Olímpico Patria, Sucre Toeschouwers: 1.000 Scheidsrechter: Eduardo Gamboa (CHI) |
| 15 juni Copa América № 145 «onderlinge duels» | Álvaro Recoba 20' Marcelo Saralegui 48' |       |           | Estadio Olímpico Patria, Sucre Toeschouwers: 1.000 Scheidsrechter: Eduardo Gamboa (CHI) |

|                                               |                                     |       |           |                                                                                       |
| 18 juni Copa América № 146 «onderlinge duels» | Peru                                | 2 – 0 | Venezuela | Estadio Olímpico Patria, Sucre Toeschouwers: 1.500 Scheidsrechter: Byron Moreno (ECU) |
| 18 juni Copa América № 146 «onderlinge duels» | Paul Cominges 13' Paul Cominges 59' |       |           | Estadio Olímpico Patria, Sucre Toeschouwers: 1.500 Scheidsrechter: Byron Moreno (ECU) |

|  |  |  |  |  |  |  |  |  |

|                                                 |                     |       |                  |                                                                                                |
| 6 juli WK-kwalificatie № 147 «onderlinge duels» | Venezuela           | 1 – 1 | Ecuador          | Estadio Pachenricho Romero, Maracaibo Toeschouwers: 4.729 Scheidsrechter: Arturo Angeles (USA) |
| 6 juli WK-kwalificatie № 147 «onderlinge duels» | Gabriel Miranda 75' |       | 55' Iván Hurtado | Estadio Pachenricho Romero, Maracaibo Toeschouwers: 4.729 Scheidsrechter: Arturo Angeles (USA) |

|                                                            |                                 |       |           |                                                                                             |
| 20 juli WK-kwalificatie № 148 «onderlinge duels» 18:10 uur | Argentinië                      | 2 – 0 | Venezuela | Estadio Monumental, Buenos Aires Toeschouwers: 48.000 Scheidsrechter: Wilson Mendonça (BRA) |
| 20 juli WK-kwalificatie № 148 «onderlinge duels» 18:10 uur | Hernán Crespo 31' Pablo Paz 58' |       |           | Estadio Monumental, Buenos Aires Toeschouwers: 48.000 Scheidsrechter: Wilson Mendonça (BRA) |

|                                                                |           |                                                   |      |                                                                                           |
| 20 augustus WK-kwalificatie № 149 «onderlinge duels» 18:00 uur | Venezuela | 0 – 3                                             | Peru | Estadio La Carolina, Barinas Toeschouwers: 10.000 Scheidsrechter: Peter Prendergast (JAM) |
| 20 augustus WK-kwalificatie № 149 «onderlinge duels» 18:00 uur |           | 14' Manuel Marengo 54' Julinho 81' Flavio Maestri |      | Estadio La Carolina, Barinas Toeschouwers: 10.000 Scheidsrechter: Peter Prendergast (JAM) |

|                                                       |                    |       |           | |
| 10 september WK-kwalificatie № 150 «onderlinge duels» | Colombia           | 1 – 0 | Venezuela | Estadio Metropolitano, Barranquilla Toeschouwers: 35.000 Scheidsrechter: Carlos Elias Pimentel (BRA) |
| 10 september WK-kwalificatie № 150 «onderlinge duels» | Wilmer Cabrera 67' |       |           | Estadio Metropolitano, Barranquilla Toeschouwers: 35.000 Scheidsrechter: Carlos Elias Pimentel (BRA) |

|                                                               |                  |       |           | |
| 12 oktober WK-kwalificatie № 151 «onderlinge duels» 18:00 uur | Paraguay         | 1 – 0 | Venezuela | Estadio Defensores del Chaco, Asunción Toeschouwers: 35.000 Scheidsrechter: Esfandiar Baharmast (USA) |
| 12 oktober WK-kwalificatie № 151 «onderlinge duels» 18:00 uur | Félix Torres 68' |       |           | Estadio Defensores del Chaco, Asunción Toeschouwers: 35.000 Scheidsrechter: Esfandiar Baharmast (USA) |

### 1998
- Geen interlands gespeeld

### 1999
|                                                       |                     |       |               |                                                                                                |
| 27 januari Vriendschappelijk № 152 «onderlinge duels» | Venezuela           | 1 – 1 | Denemarken    | Estadio José Pachencho Romero, Maracaibo Toeschouwers: 15.000 Scheidsrechter: Óscar Ruiz (COL) |
| 27 januari Vriendschappelijk № 152 «onderlinge duels» | José Manuel Rey 65' |       | 55' Ebbe Sand | Estadio José Pachencho Romero, Maracaibo Toeschouwers: 15.000 Scheidsrechter: Óscar Ruiz (COL) |

|                                                       |           |                                        |            | |
| 3 februari Vriendschappelijk № 153 «onderlinge duels» | Venezuela | 0 – 2                                  | Argentinië | Estadio José Pachencho Romero, Maracaibo Toeschouwers: 32.000 Scheidsrechter: Fernando Panesso (COL) |
| 3 februari Vriendschappelijk № 153 «onderlinge duels» |           | 46' Walter Samuel 68' Marcelo Gallardo |            | Estadio José Pachencho Romero, Maracaibo Toeschouwers: 32.000 Scheidsrechter: Fernando Panesso (COL) |

|                                                     |           |       |          | |
| 30 maart Vriendschappelijk № 154 «onderlinge duels» | Venezuela | 0 – 0 | Colombia | Estadio José Pachencho Romero, Maracaibo Toeschouwers: 17.000 Scheidsrechter: Paolo Borgosano (VEN) |
| 30 maart Vriendschappelijk № 154 «onderlinge duels» |           |       |          | Estadio José Pachencho Romero, Maracaibo Toeschouwers: 17.000 Scheidsrechter: Paolo Borgosano (VEN) |

|                                                     |                         |       |                     |                                                                                    |
| 15 april Vriendschappelijk № 155 «onderlinge duels» | Venezuela               | 1 – 1 | Colombia            | Estadio Nacional, Caracas Toeschouwers: 24.000 Scheidsrechter: Gustavo Brand (VEN) |
| 15 april Vriendschappelijk № 155 «onderlinge duels» | Juan Enrique García 68' |       | 50' Neider Morantes | Estadio Nacional, Caracas Toeschouwers: 24.000 Scheidsrechter: Gustavo Brand (VEN) |

|                                                   |         |                                          |           |                                                                                               |
| 19 mei Vriendschappelijk № 156 «onderlinge duels» | Ecuador | 0 – 2                                    | Venezuela | Estadio Reales Tamarindos, Portoviejo Toeschouwers: 26.000 Scheidsrechter: Byron Moreno (ECU) |
| 19 mei Vriendschappelijk № 156 «onderlinge duels» |         | 8' Gabriel Urdaneta 56' Gabriel Urdaneta |           | Estadio Reales Tamarindos, Portoviejo Toeschouwers: 26.000 Scheidsrechter: Byron Moreno (ECU) |

|                                                    |                                                                 |       |                                         |                                                                                             |
| 15 juni Vriendschappelijk № 157 «onderlinge duels» | Venezuela                                                       | 3 – 2 | Ecuador                                 | Estadio Pueblo Nuevo, San Cristóbal Toeschouwers: 9.000 Scheidsrechter: Edison Ibarra (VEN) |
| 15 juni Vriendschappelijk № 157 «onderlinge duels» | José Manuel Rey 50' Juan Enrique García 90' Ruberth Morán 90+3' |       | 15' Alberto Montaño 22' Agustín Delgado | Estadio Pueblo Nuevo, San Cristóbal Toeschouwers: 9.000 Scheidsrechter: Edison Ibarra (VEN) |

|                                                    |                                                                 |       |      |                                                                                             |
| 20 juni Vriendschappelijk № 158 «onderlinge duels» | Venezuela                                                       | 3 – 0 | Peru | Estadio Misael Delgado, Valencia Toeschouwers: 10.853 Scheidsrechter: Paolo Borgosano (VEN) |
| 20 juni Vriendschappelijk № 158 «onderlinge duels» | Edson Tortolero 28' José Manuel Rey 40' Fernando De Ornelas 61' |       |      | Estadio Misael Delgado, Valencia Toeschouwers: 10.853 Scheidsrechter: Paolo Borgosano (VEN) |

|                                                    |                                                        |       |           |                                                                                          |
| 23 juni Vriendschappelijk № 159 «onderlinge duels» | Peru                                                   | 3 – 0 | Venezuela | Estadio Alejandro Villaneuva, Lima Toeschouwers: 13.989 Scheidsrechter: José Arana (PER) |
| 23 juni Vriendschappelijk № 159 «onderlinge duels» | Claudio Pizarro 58' Jorge Soto 67' Nolberto Solano 79' |       |           | Estadio Alejandro Villaneuva, Lima Toeschouwers: 13.989 Scheidsrechter: José Arana (PER) |

| Copa América 1999 |
| ----------------- |

|                                                       |                                                                                        |       |           | |
| 30 juni Copa América Groep B № 160 «onderlinge duels» | Brazilië                                                                               | 7 – 0 | Venezuela | Estadio Antonio Oddone Sarubbi, Cd del Este Toeschouwers: 22.000 Scheidsrechter: Bonifacio Núñez (PAR) |
| 30 juni Copa América Groep B № 160 «onderlinge duels» | Ronaldo 28' Emerson 40' Amoroso 54' Ronaldo 62' Ronaldinho 74' Amoroso 81' Rivaldo 82' |       |           | Estadio Antonio Oddone Sarubbi, Cd del Este Toeschouwers: 22.000 Scheidsrechter: Bonifacio Núñez (PAR) |

|                                                      |                                                            |       |           |                                                                                                  |
| 3 juli Copa América Groep B № 161 «onderlinge duels» | Chili                                                      | 3 – 0 | Venezuela | Estadio Antonio Oddone Sarubbi, Cd del Este Toeschouwers: 14.000 Scheidsrechter: Juan Luna (BOL) |
| 3 juli Copa América Groep B № 161 «onderlinge duels» | Iván Zamorano 5' Fabián Estay 21' Edson Tortolero 66' (ed) |       |           | Estadio Antonio Oddone Sarubbi, Cd del Este Toeschouwers: 14.000 Scheidsrechter: Juan Luna (BOL) |

|                                                      |                                                               |       |                      | |
| 6 juli Copa América Groep B № 162 «onderlinge duels» | Mexico                                                        | 3 – 1 | Venezuela            | Estadio Antonio Oddone Sarubbi, Cd del Este Toeschouwers: 18.000 Scheidsrechter: Bonifacio Núñez (PAR) |
| 6 juli Copa América Groep B № 162 «onderlinge duels» | Cuauhtémoc Blanco 21' Daniel Osorno 29' Cuauhtémoc Blanco 39' |       | 72' Gabriel Urdaneta | Estadio Antonio Oddone Sarubbi, Cd del Este Toeschouwers: 18.000 Scheidsrechter: Bonifacio Núñez (PAR) |

|  |  |  |  |  |  |  |  |  |

|                                                        |         |       |           |                                                                                |
| 26 augustus Vriendschappelijk № 163 «onderlinge duels» | Bolivia | 0 – 0 | Venezuela | Estadio Patria, Sucre Toeschouwers: 11.376 Scheidsrechter: Alfred Bernal (BOL) |
| 26 augustus Vriendschappelijk № 163 «onderlinge duels» |         |       |           | Estadio Patria, Sucre Toeschouwers: 11.376 Scheidsrechter: Alfred Bernal (BOL) |

|                                                        |                                          |       |           |                                                                                         |
| 8 september Vriendschappelijk № 164 «onderlinge duels» | Uruguay                                  | 2 – 0 | Venezuela | Estadio Centenario, Montevideo Toeschouwers: 12.000 Scheidsrechter: Ángel Sánchez (ARG) |
| 8 september Vriendschappelijk № 164 «onderlinge duels» | Antonio Pacheco 25' Marcelo Zalayeta 88' |       |           | Estadio Centenario, Montevideo Toeschouwers: 12.000 Scheidsrechter: Ángel Sánchez (ARG) |

|                                                         |                           |       |                           | |
| 28 september Vriendschappelijk № 165 «onderlinge duels» | Haïti                     | 3 – 2 | Venezuela                 | Sylvio Catorstadion, Port-au-Prince Toeschouwers: onbekend Scheidsrechter: Wilson Saint-Clair (HAI) |
| 28 september Vriendschappelijk № 165 «onderlinge duels» | doelpuntenmakers onbekend |       | doelpuntenmakers onbekend | Sylvio Catorstadion, Port-au-Prince Toeschouwers: onbekend Scheidsrechter: Wilson Saint-Clair (HAI) |

FVF · A-internationals · Selecties · Bondscoaches · Statistieken · Venezolaans vrouwenelftal · Olympisch elftal · Venezuela U21 · Venezuela U20 · Venezuela U19 · Venezuela U18 · Venezuela U17
1938 – 1949 ·
1950 – 1959 ·
1960 – 1969 ·
1970 – 1979 ·
1980 – 1989 ·
1990 – 1999 ·
2000 – 2009 ·
2010 – 2019 ·
2020 – 2029
1938 · 
1939–1945 · 
1946 · 
1947 · 
1948 · 
1949 · 1950 · 
1951 · 
1952 · 1953 · 1954 · 
1955 · 
1956 · 
1957–1964 · 
1965 · 
1966 · 
1967 · 
1968 · 
1969 · 
1970 · 
1971 · 
1972 · 
1973 · 
1974 · 
1975 · 
1976 · 
1977 · 
1978 · 
1979 · 
1980 · 
1981 · 
1982 · 
1983 · 
1984 · 
1985 · 
1986 · 
1987 · 
1988 · 
1989 · 
1990 · 
1991 · 
1992 · 
1993 · 
1994 · 
1995 · 
1996 · 
1997 · 
1998 · 
1999 · 
2000 · 
2001 · 
2002 · 
2003 · 
2004 · 
2005 · 
2006 · 
2007 · 
2008 · 
2009 · 
2010 · 
2011 · 
2012 · 
2013 · 
2014 · 
2015 · 
2016 · 
2017 ·
2018 ·
2019 ·
2020 ·
2021 ·
2022 ·
2023 ·
2024
Angola ·
Argentinië ·
Aruba ·
Australië ·
Bahama's ·
Bermuda ·
Bolivia ·
Brazilië ·
Canada ·
Chili ·
China ·
Colombia ·
Costa Rica ·
Cuba ·
Dominicaanse Republiek ·
Ecuador ·
El Salvador ·
Estland ·
Guatemala ·
Guinee ·
Haïti ·
Honduras ·
IJsland ·
Iran ·
Italië ·
Jamaica ·
Japan ·
Joegoslavië ·
Malta ·
Mexico ·
Moldavië ·
Nederlandse Antillen ·
Nicaragua ·
Nieuw-Zeeland ·
Nigeria ·
Noord-Korea ·
Oezbekistan ·
Oostenrijk ·
Panama ·
Paraguay ·
Peru ·
Puerto Rico ·
Saoedi-Arabië · 
Spanje ·
Syrië ·
Trinidad en Tobago ·
Uruguay ·
Verenigde Arabische Emiraten ·
Verenigde Staten ·
Zuid-Korea ·
Zweden ·
Zwitserland
CONMEBOL: Bolivia · Chili  · Colombia · Ecuador · Uruguay · Venezuela

UEFA: Albanië · Andorra · Armenië · Azerbeidzjan · België · Bosnië en Herzegovina · Bulgarije · Cyprus · Denemarken · Duitsland · Engeland · Estland · Faeröer · Finland · Frankrijk · Georgië · Griekenland · Hongarije · IJsland · Ierland · Israël · Italië · Joegoslavië · Kroatië · Letland · Liechtenstein · Litouwen · Luxemburg · Malta · Moldavië · Nederland · Noord-Ierland · Noord-Macedonië · Noorwegen · Oekraïne · Oostenrijk · Polen · Portugal · Roemenië · Rusland · San Marino · Schotland · Slovenië · Slowakije · Sovjet-Unie ·  Spanje · Tsjechië · Tsjecho-Slowakije · Turkije · Wales · Wit-Rusland · Zweden · Zwitserland

AFC: Kazachstan

CAF: Madagaskar

CONCACAF: Belize · Canada